# شفايبيش هال
شفيبيش هال (بالألمانية: Schwäbisch Hall) هي مدينة وبلدة ألمانية تقع في ألمانيا في مقاطعة شفيبيش هال.

## المدن التوأمة
مدن إبنال، لوفبرا، لابينرنتا، نوياشترليتز، زاموشتش وبالِق أسير هي مدن توأمة لـشوابيش هال.

## معرض صور

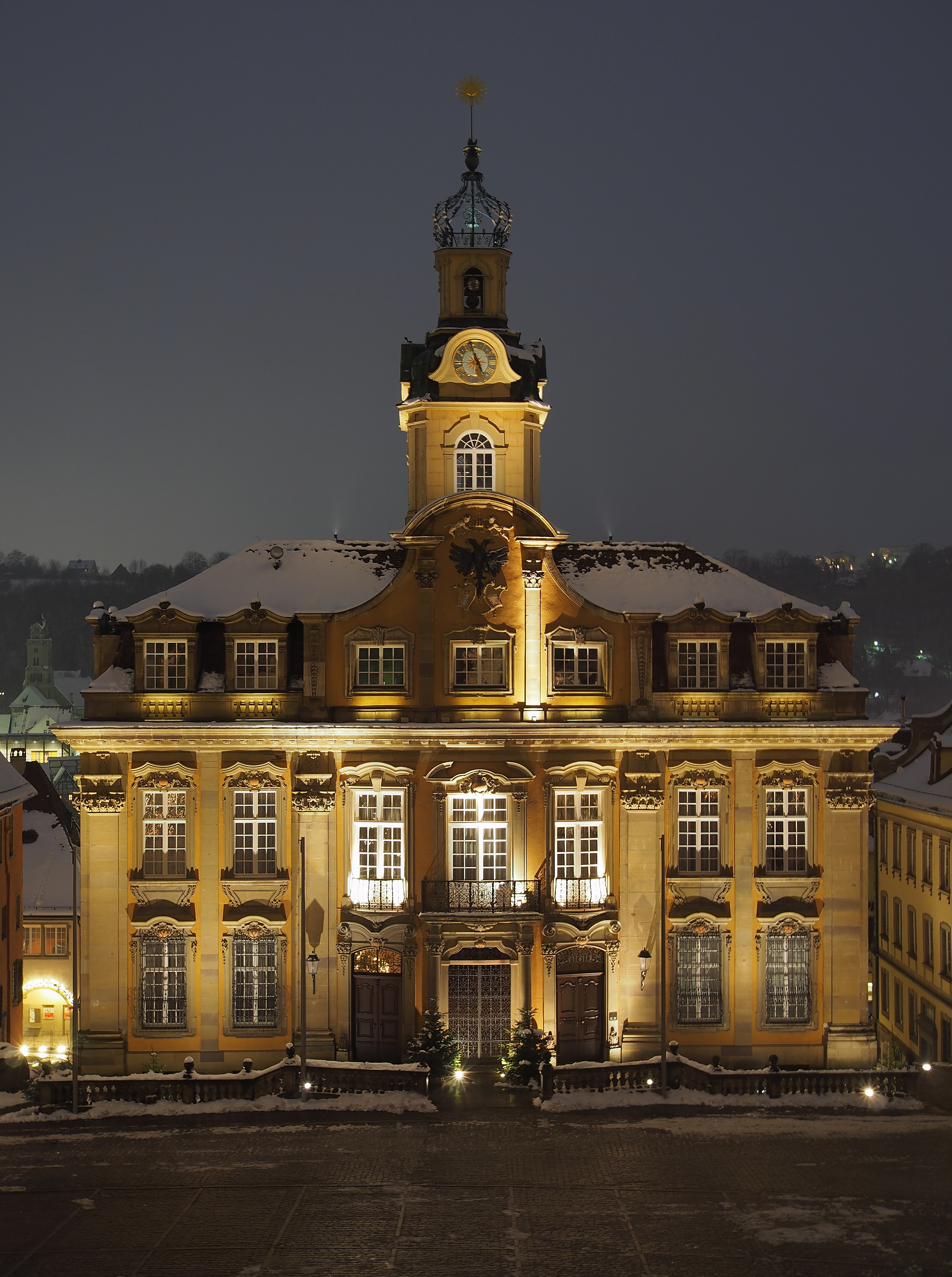
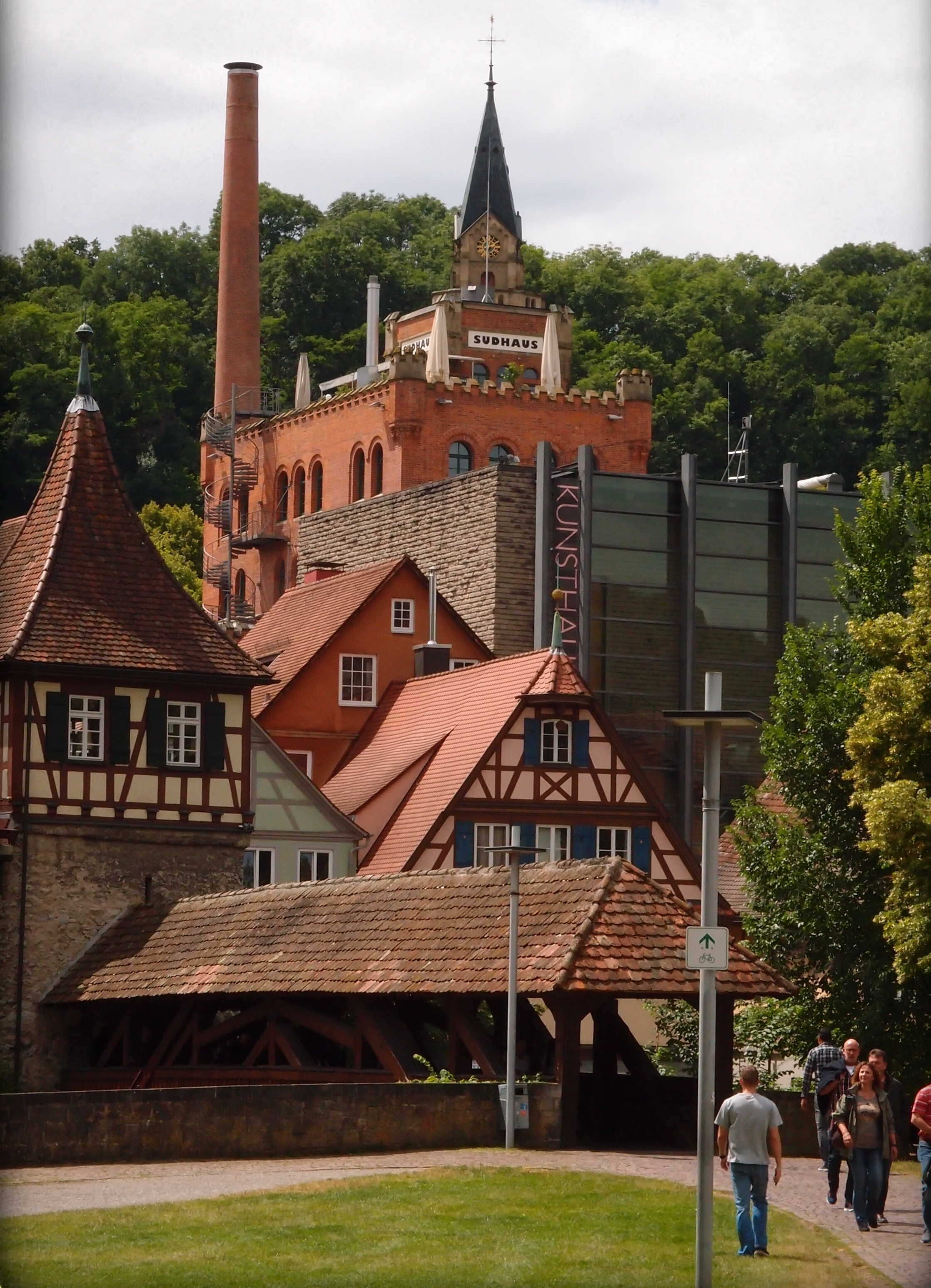
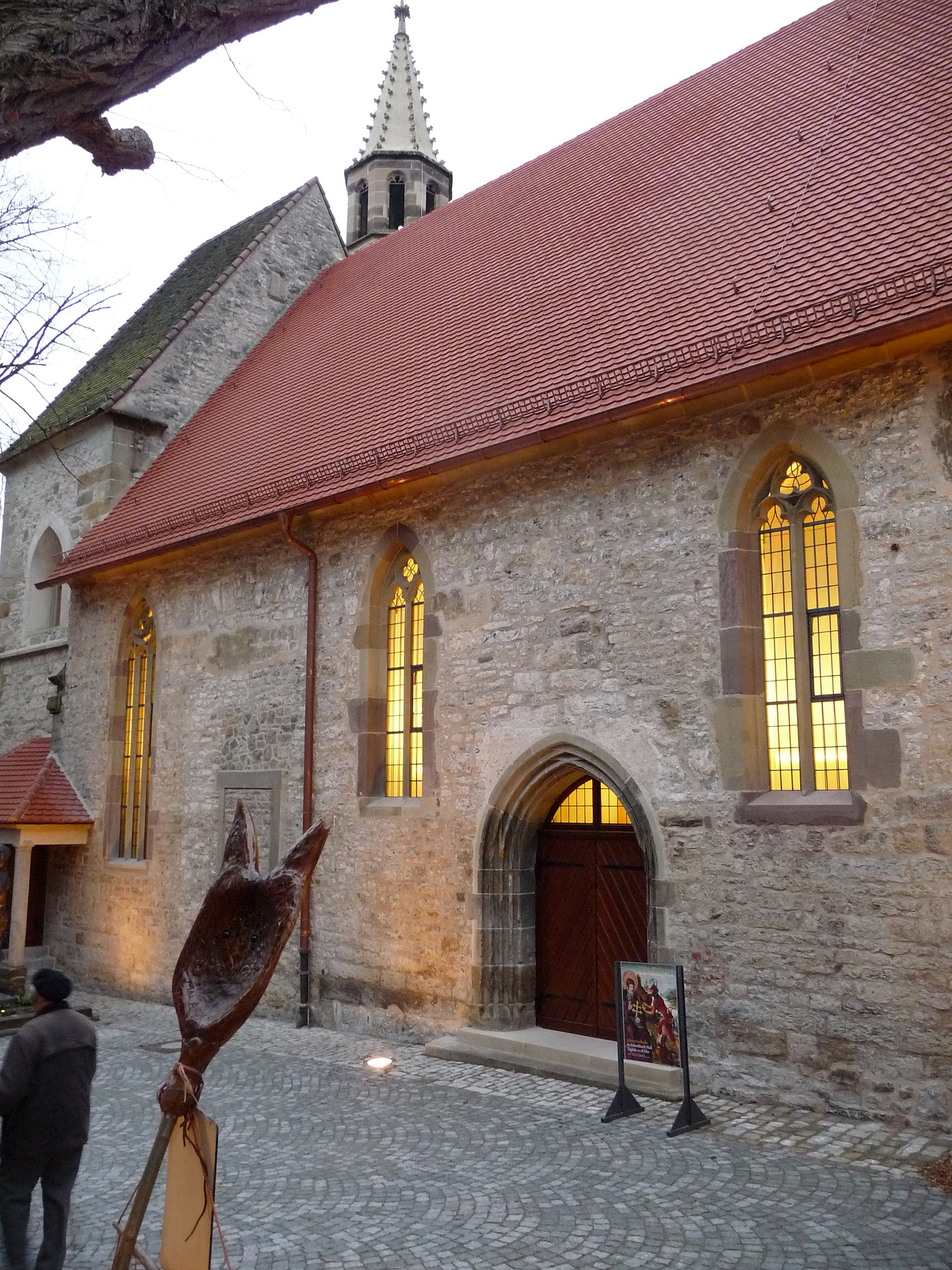

## أعلام
- توبياس فايس
- جوناس كوش
- ماركو سايلر
- لويس براون
- أولريكه شفايكيرت